# Morano sul Po
Morano sul Po är en ort och kommun i provinsen Alessandria i regionen Piemonte i Italien. Kommunen hade 1 390 invånare (2018).